# 659 Nestor
659 Nestor é um asteroide troiano de Júpiter. Foi descoberto em 23 de março de 1908 por Max Wolf.
Este asteroide recebeu este nome em homenagem ao personagem Nestor da mitologia grega.